# Edna Veiga
Edna Maria Conrado Veiga (Maceió, (24 de dezembro de 1964) é uma ex-voleibolista indoor brasileira, que atuava na posição de Central em clubes nacionais, também de Ponta no exterior.Pela Seleção Brasileira participou de títulos e resultados importantes como a inédita medalha de prata no Campeonato Mundial de 1994 e o primeiro título do país na história do Grand Prix no mesmo ano.

## Carreira
Como jogadora, iniciou a carreira no CRB/AL, Flamengo nos anos de 1982 e 1983, S.C.Juiz de Fora.Passou pelos clubes Transbrasil/Pinheiros, na temporada de 1985-86 alcançou o sétimo lugar na correspondente edição do Campeonato Brasileiro, na temporada seguinte continuou na equipe ainda comandada pelo técnico Inaldo Manta
No período esportivo de 1987-88 foi contratada pelo Minasgás/Minas, transferiu-se para a A.A.Supergasbrás disputando o bronze na Liga Nacional 1988-89, permanecendo no mesmo clube na temporada seguinte e conquistou o vice-campeonato na Liga Nacional 1989-90.
No período esportivo 1990-91 retornou ao Minas Tênis Clube e transferiu-se para Matita Rosso e Blu Napoli para disputar a Liga A2 Italiana 1991-92, finalizando na décima sexta colocaçãoe também o clube foi eliminado da Copa A2 Itália;depois voltou a jogar pelo clube italiano Toshiba Albamotor Cassano e finalizou na décima quinta posição e também eliminação na Copa A2 Itália.
Retornou ao voleibol brasileiro para atuar pela equipe Nossa Caixa/Recreativa e conquistou o título da Liga Nacional 1993-94, destando-se na competição como a primeira colocada entre as dez melhores jogadoras de toda competição, o que lhe rendeu a convocação pada Seleção Brasileira, comandada pelo técnico Bernardo Rezende disputando: Grand Prix de Voleibol , Sul-Americanos e fez parte do grupo que conquistou o vice-campeonato do Mundial de 1994 realizado no Brasil.Em 1995 também disputou pela seleção a edição do Grand Prix  na cidade de Xangai, quando vestiu a camisa#6.
Em 1994 conquistou pelo Nossa Caixa/Recreativa a medalha de ouro no Campeonato Sul-Americano de Clubes realizado na cidade de Medellín e disputou a Superliga Brasileira A 1994-95Vref>Melhor do Vôlei. «Superliga 94/95- Sollo/Tietê». 17 de março de 2010. Consultado em 31 de dezembro de 2017. Cópia arquivada em 24 de setembro de 2013</ref>alcançando o quarto lugar nesta edição.
Atuou pelo Leite Moça/Sorocaba na temporada 1995-96, sagrando-se campeã do Campeonato Paulista de 1995e da Copa Internacional  pelo Leite Moçae disputou a Superliga Brasileira A 1995-96 conquistando  o título de forma invicta;
Permaneceu no Leite Moça/Jundiaí no período esportivo 1996-97, conquistou o título da Copa Sul de 1996e por este disputou a correspondente Superliga Brasileira Ae conquistou seu tricampeonato nacional, e sagrou-se vice-campeã do Campeonato Paulista de 1997.
Foi convocada para Seleção Brasileira em 1997 e na jornada esportiva 1997-98 voltou a ser atleta do MRV/Suggar/Minas conquistando o bronze na Superliga Brasileira A 1997-98. Pela Petrobrás/Macaé competiu na temporada 1998-99 e alcançou a oitava colocação na Superliga Brasileira A correspondente.

## Títulos e resultados
- Superliga Brasileira A:1995-96[23],1996-97[23]
- Liga Nacional:1993-94[11]
- Liga Nacional:1989-90[6]
- Superliga Brasileira A:1997-98[28]
- Superliga Brasileira A:1994-95[19]
- Copa Internacional:1995[21]
- Copa Sul:1996[25]
- Campeonato Paulista:1995[20]
- Campeonato Paulista:1997[20]

## Premiações individuais
- MVP da Liga Nacional de 1993-94[12]